# FK Senta
Az FK Zenta (szerbül ФK Ceнтa / FK Senta) egy zentai labdarúgócsapat.

## Története
A klub legnagyobb sikereit 1950–1952-ben érte el, amikor a szerb ligában játszott (mai 3. osztály), és az 1960-as években amikor sok sikert ért el a vajdasági ligában. Sok ismert futballista szerepelt a klubban, de mégis a legismertebb Novak Roganović, aki az 1960-as római olimpián tagja volt a jugoszláv válogatottnak. Az 1960-as években a legendás balszélső Bajúsz István, aki az amatőr jugoszláv válogatott tagja volt. A legkiemelkedőbb futballista a szerb válogatott Mladen Krstaljić, aki később Kikindában, a belgrádi Partizanban, a német Werder Bremenben és a Schalkéban játszott, és utoljára a Partizan Beogradban játszott. A zentai futballklub jelenleg a szerb liga vajdasági csoportjában játszik.

## Híres játékosok
A klub vezetése által leghíresebbnek tartott játékosok listája:
- Andruskó Attila
- Bajúsz István
- Bognár Miklós
- Branislav Bulatović
- Predag Đurović
- Özvegy József
- Boris Gujić
- Mladen Krstajić
- Nemanja Nikolić
- Novak Roganović

## Külső hivatkozások
- Hivatalos honlap
- Kluboldal – Transfermarkt.co.uk